# Zespół obrzęk limfatyczny-podwójny rząd rzęs
Zespół obrzęk limfatyczny-podwójny rząd rzęs (ang. lymphedema-distichiasis syndrome) – choroba genetyczna spowodowana mutacja w genie czynnika transkrypcyjnego MFH1 w locus 16q24.3. Schorzeniami allelicznymi, również wiążącymi się z mutacjami w tym locus, o nakładających się fenotypach, są zespół Meige (OMIM#153200), zespół obrzęk limfatyczny-żółte paznokcie (OMIM#153300) i zespół obrzęk limfatyczny-ptoza (OMIM#153000).
Na obraz kliniczny zespołu składa się wrodzony obrzęk limfatyczny kończyn lub okolicy karkowej, a także podwójny rząd rzęs (distichiasis).